# Bob ai VII Giochi olimpici invernali - Bob a due maschile
La gara di bob a due maschile ai VII Giochi olimpici invernali si è disputata tra il 27 e il 28 gennaio a Cortina d'Ampezzo.
La gara si svolse sulla pista olimpica Eugenio Monti.

## Atleti iscritti
| America (4)                                                               | America (4)                                                               | America (4)                                                 |
| ------------------------------------------------------------------------- | ------------------------------------------------------------------------- | ----------------------------------------------------------- |
| - Stati Uniti (4)                                                         |                                                                           |                                                             |
| Europa (46)                                                               |                                                                           |                                                             |
| - Austria (4) - Belgio (2) - Francia (4) - Italia (4) - Liechtenstein (2) | - Norvegia (4) - Polonia (4) - Regno Unito (4) - Romania (4) - Spagna (2) | - Squadra Unificata Tedesca (4) - Svezia (4) - Svizzera (4) |

## Risultati
| Pos. | Nazione                      | Atleti                                                | Manche1 | Manche2 | Manche3 | Manche4 | Totale  | Distacco |
| ---- | ---------------------------- | ----------------------------------------------------- | ------- | ------- | ------- | ------- | ------- | -------- |
|      | Italia I                     | Lamberto Dalla Costa Giacomo Conti                    | 1:22.00 | 1:22.45 | 1:22.95 | 1:22.74 | 5:30.14 |          |
|      | Italia II                    | Eugenio Monti Renzo Alverà                            | 1:22.73 | 1:22.53 | 1:23.37 | 1:22.82 | 5:31.45 | +1.31    |
|      | Svizzera I                   | Max Angst Harry Warburton                             | 1:24.71 | 1:23.81 | 1:24.27 | 1:24.67 | 5:37.46 | +7.32    |
| 4    | Spagna II                    | Alfonso de Portago Vicente Sartorius y Cabeza de Vaca | 1:24.81 | 1:23.77 | 1:24.03 | 1:24.99 | 5:37.60 | +7.46    |
| 5    | Stati Uniti I                | Waightman Washbond Piet Biesiadecki                   | 1:24.82 | 1:24.15 | 1:24.78 | 1:24.41 | 5:38.16 | +8.02    |
| 6    | Stati Uniti II               | Art Tyler Edgar Seymour                               | 1:25.41 | 1:23.77 | 1:24.44 | 1:26.46 | 5:40.08 | +9.94    |
| 7    | Svizzera II                  | Franz Kapus Heinrich Angst                            | 1:24.74 | 1:24.50 | 1:24.70 | 1:26.17 | 5:40.11 | +9.97    |
| 8    | Squadra Unificata Tedesca II | Andreas Ostler Hans Hohenester                        | 1:24.63 | 1:24.89 | 1:25.07 | 1:25.54 | 5:40.13 | +9.99    |
| 9    | Squadra Unificata Tedesca I  | Hans Rösch Lorenz Nieberl                             | 1:26.92 | 1:24.08 | 1:25.21 | 1:25.13 | 5:41.34 | +11.20   |
| 10   | Gran Bretagna II             | Stuart Parkinson Christopher Williams                 | 1:25.63 | 1:24.53 | 1:26.73 | 1:25.94 | 5:42.83 | +12.69   |
| 11   | Gran Bretagna I              | Clifford Schellenberg John Rainforth                  | 1:24.52 | 1:26.57 | 1:25.88 | 1:26.39 | 5:43.36 | +13.22   |
| 12   | Austria I                    | Paul Aste Heinrich Isser                              | 1:26.32 | 1:25.82 | 1:26.61 | 1:25.22 | 5:43.97 | +13.83   |
| 13   | Belgio I                     | Marcel Leclef Albert Casteleyns                       | 1:27.30 | 1:25.93 | 1:25.60 | 1:25.98 | 5:44.81 | +14.67   |
| 14   | Romania I                    | Heinrich Enea Mărgărit Blăgescu                       | 1:26.51 | 1:26.83 | 1:26.44 | 1:26.44 | 5:46.22 | +16.08   |
| 15   | Austria II                   | Karl Wagner Adolf Tonn                                | 1:26.15 | 1:27.06 | 1:26.73 | 1:26.35 | 5:46.29 | +16.15   |
| 16   | Polonia II                   | Stefan Ciapała Aleksander Habala                      | 1:27.70 | 1:26.49 | 1:26.24 | 1:25.92 | 5:46.35 | +16.21   |
| 17   | Svezia I                     | Olle Axelsson Tryggve Sundström                       | 1:27.15 | 1:27.82 | 1:26.01 | 1:25.67 | 5:46.65 | +16.51   |
| 18   | Romania II                   | Constantin Dragomir Gheorghe Moldoveanu               | 1:27.22 | 1:26.42 | 1:27.57 | 1:28.95 | 5:50.16 | +20.02   |
| 19   | Polonia I                    | Aleksy Konieczny Zbigniew Skowroński                  | 1:27.21 | 1:27.23 | 1:27.87 | 1:28.54 | 5:50.85 | +20.71   |
| 20   | Norvegia II                  | Arne Røgden Odd Solli                                 | 1:27.57 | 1:26.90 | 1:28.81 | 1:29.05 | 5:52.33 | +22.19   |
|      | Francia II                   | André Donnert Serge Giacchini                         | 1:27.76 | 1:26.95 | 1:27.41 |         | DNF     |          |
|      | Norvegia I                   | Reidar Alveberg Arnold Dyrdahl                        | 1:29.04 | 1:27.93 | DNF     | 1:28.86 | DNF     |          |
|      | Francia I                    | André Robin Lucien Grosso                             | 1:27.41 | 1:28.33 |         |         | DNF     |          |
|      | Liechtenstein I              | Moritz Heidegger Weltin Wolfinger                     | 1:28.17 | 1:28.41 |         |         | DNF     |          |
|      | Svezia II                    | Sven Erbs Walter Aronson                              | 2:29.66 | 1:25.01 |         |         | DNF     |          |